# Cicindelins

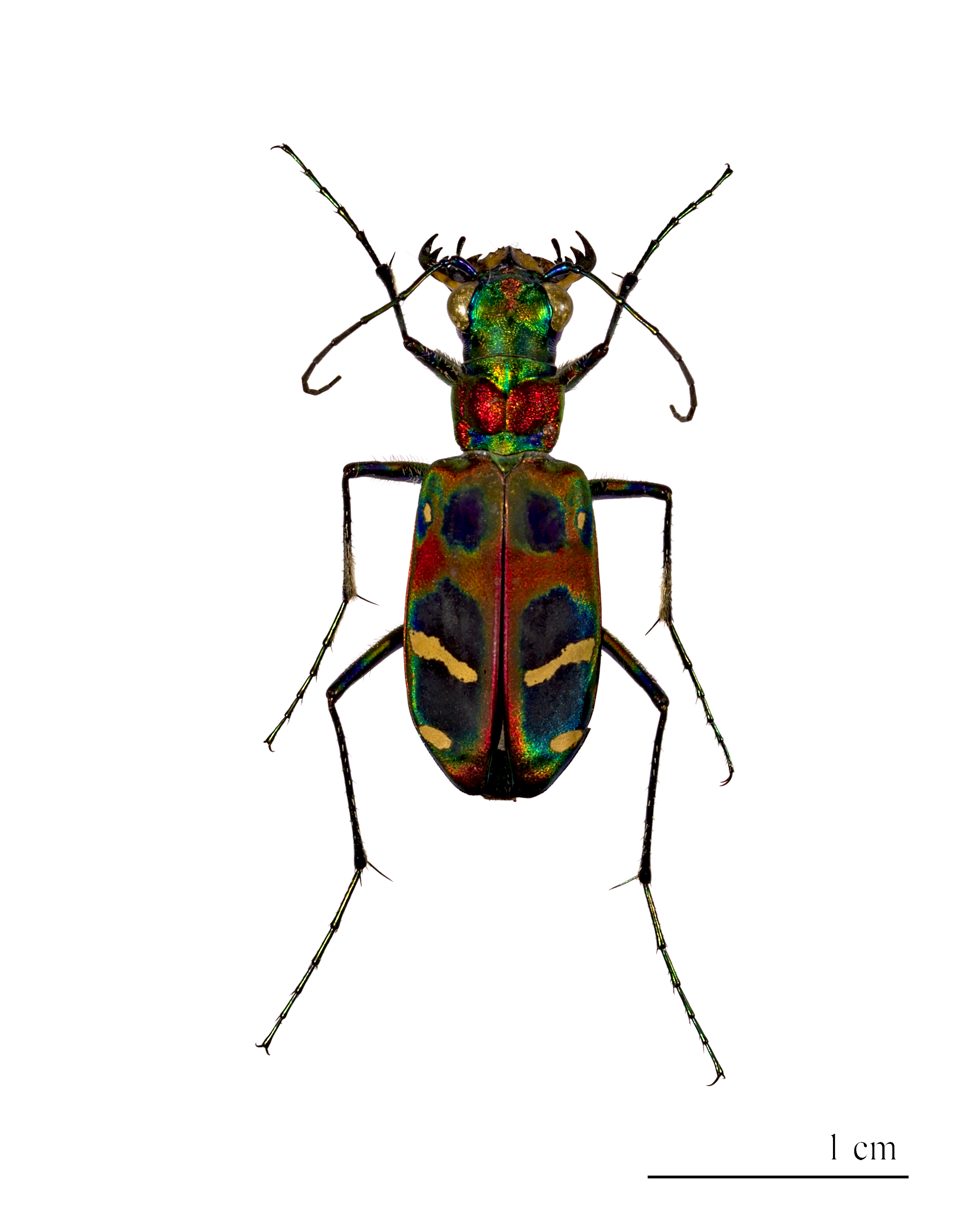
Cicindela chinensis

Els cicindelins (Cicindelinae) són una subfamília de coleòpters dins la família Carabidae amb unes 1.600 espècies descrites. Se'ls coneix amb el nom comú d'escarabats tigre, per la gran voracitat dels seus hàbits depredadors. Alguns fan sons per estridulació.

## Posició taxonòmica
En les classificacions antigues se'ls considerava una família independent (Cicindelidae), però la tendència actual és la des considerar-los part de la família Carabidae, ja sia com una subfamília (Lawrence & Newton) o com una tribu (Cicindelitae) de la subfamília Carabinae.

## Característiques
Són coleòpters de vistosos colors metàl·lics amb dibuixos blancs o groguencs sobre els èlitres, ulls voluminosos i mandíbules grans multidentades. Les seves potes són llargues i primes, alguns volen i corren a gran velocitat. Se'ls ha considerat l'animal més ràpid del món però només arriben als 8 km/h; però comparant la seva mida amb la humana equivaldria a gairebé 360 km/h.

## Biologia i ecologia
Viuen des del nivell del mar als 3.500 m d'altitud. Ocupen un ampli espectre d'hàbitats i algunes espècies tenen valor com indicadors biològics i ecològics.
Són depredadors que s'alimenten d'insectes, aranyes i lumbrícids. les femelles fanla posta al sòl. les larves excaven un tub a la terra on es refugien i esperen les seves preses traient les mandíbules a l'exterior.